# Szczotka ryżowa

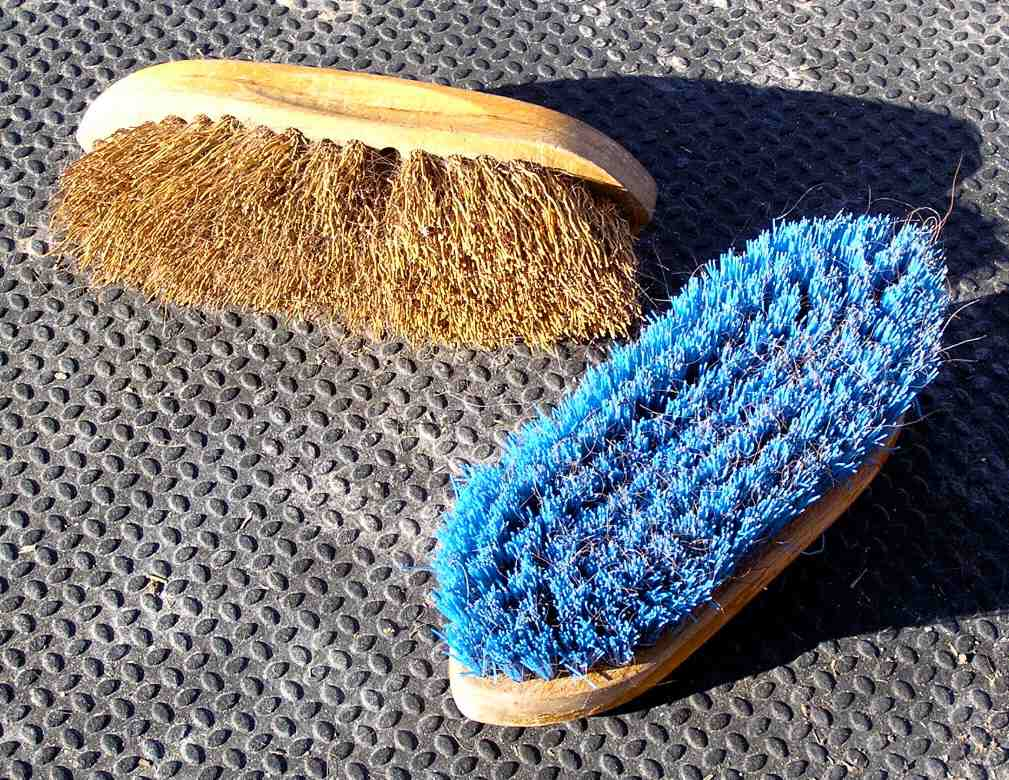
Przykładowe szczotki z twardym włosiem – z tzw. słomy ryżowej i z tworzywa sztucznego

Szczotka ryżowa – rodzaj szczotki z twardym włosiem używanej do szorowania.
Wykorzystywana jest do mycia podłóg, ale także na przykład do pielęgnacji koni. 
Nazwa szczotka ryżowa jest myląca – materiał, z którego wykonywane jest włosie klasycznej szczotki ryżowej otrzymywany jest z sorgo, lecz nieprecyzyjnie nazywany jest słomą ryżową. Regionalnie spotyka się także nazwy takie jak szrober, szruber, śruber, śruper, śrupok od niemieckiego Schrubber.  